# 呑海
呑海（どんかい、文永2年（1265年）- 嘉禎2年2月18日（1327年3月12日））は、鎌倉時代後期の時宗の僧。遊行上人4世。有阿弥陀仏、のち他阿弥陀仏。呑海は別号。相模国の俣野氏の出身。

## 来歴
遊行上人2世真教に師事。真教から浄阿真観とともに賦算を許され、正安3年（1301年）に京都に七条道場金光寺（現・長楽寺）を建立し、元応元年（1319年）に遊行上人を継いだ。しかし元応2年（1320年）、遊行3代他阿智得が当麻道場（無量光寺）で没したとき、呑海は遊行に出ており、智得の弟子の真光が執権北条高時の命で住持となった。そのため呑海は当麻道場に入ることができず、正中2年（1325年）、兄の俣野景平の援助により相模国藤沢に藤沢道場清浄光寺を建立してそこに住した。遊行上人が遊行を終え、清浄光寺に独住する藤沢上人の初代である。その後呑海の門流は時宗十二派中最大の遊行派と称された。遺書を『四代上人法語』という。